# Los Amates
Los Amates est une ville du Guatemala dans le département d'Izabal.